# Torquay United Football Club
El Torquay United Football Club és un club de futbol anglès de la ciutat de Torquay, Devon.

## Història

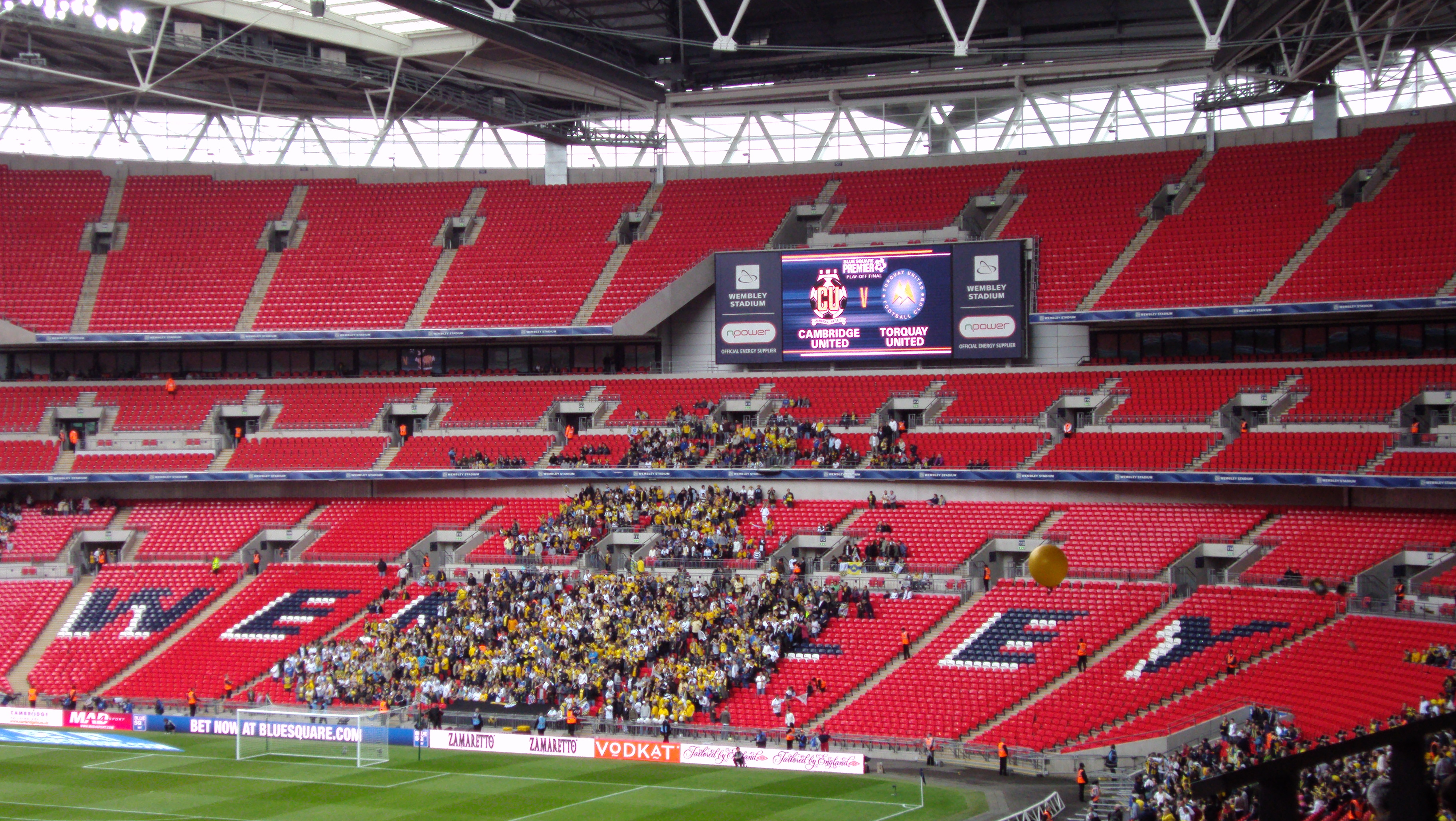
Seguidors del Torquay al Wembley Stadium.

El Torquay United nasqué el 1899 fundat per un grup d'ex escolars sota el lideratge del sergent major Edward Tomney. Després d'alguns amistosos ingressà a l'East Devon League i es traslladà a l'estadi Recreation Ground, mentre que l'estadi Plainmoor era ocupat pel Torquay Athletic Rugby Club. El 1904 l'Athletic llogà el camp de Recreation Ground i a Plainmoor marxà el club Ellacombe FC, restant el United sense casa, pel que retornà al seu primer estadi a Teignmouth Road. Més tard compartí camp amb el Torquay Cricket Club a Cricketfield Road. El 1909 guanyà el seu primer títol a la Torquay and District League. Un any més tard es fusionà amb el rival local Ellacombe FC i adoptà el nom Torquay Town FC, traslladant-se a Plainmoor, l'actual estadi. La temporada 1911-12 guanyà la Plymouth and District League.
L'any 1921 el Town i un altre club local, el Babbacombe FC, es fusionaren adoptant novament el nom Torquay United. Aquest ingressà a la Southern League i el 1923 a la Southern League Western section, essent-ne campió l'any 1927. Després de diversos intents, aquest mateix any el club fou acceptat a la Football League Third Division. Durant aquests anys canvià el seu uniforme, de blau clar i fosc a banc i negre. L'any 1954 adoptà un nou uniforme daurat i blau, que es manté avui dia. En finalitzar la temporada 1957-58, el club descendí a la nova Football League Division Four. Fins a la temporada 2006-07 el club combina la tercera i quarta divisió anglesa. Aquesta temporada, després de 80 anys a la Football League, descendí a la categoria Conference Premier. Dues temporades més tard aconseguí retornar a la Football League Two.

## Palmarès
- Southern League (Western Section):
  - 1926/27

- Plymouth and District League:
  - 1911/12

- Torquay and District League:
  - 1908/09

- Devon Senior Cup:
  - 1910/11 and 1921/22

- Devon Bowl/Devon St Luke's Bowl:
  - 1934, 1935, 1937, 1946, 1948, 1949, 1955 (compartit), 1958, 1961, 1970, 1971, 1972, 1996 (compartit), 1998, 2007